# Cyanopepla minima
Cyanopepla minima är en fjärilsart som beskrevs av M.Gaede 1926. Cyanopepla minima ingår i släktet Cyanopepla och familjen björnspinnare. Inga underarter finns listade i Catalogue of Life.